# Wolfgang Fischer (General, 1932)

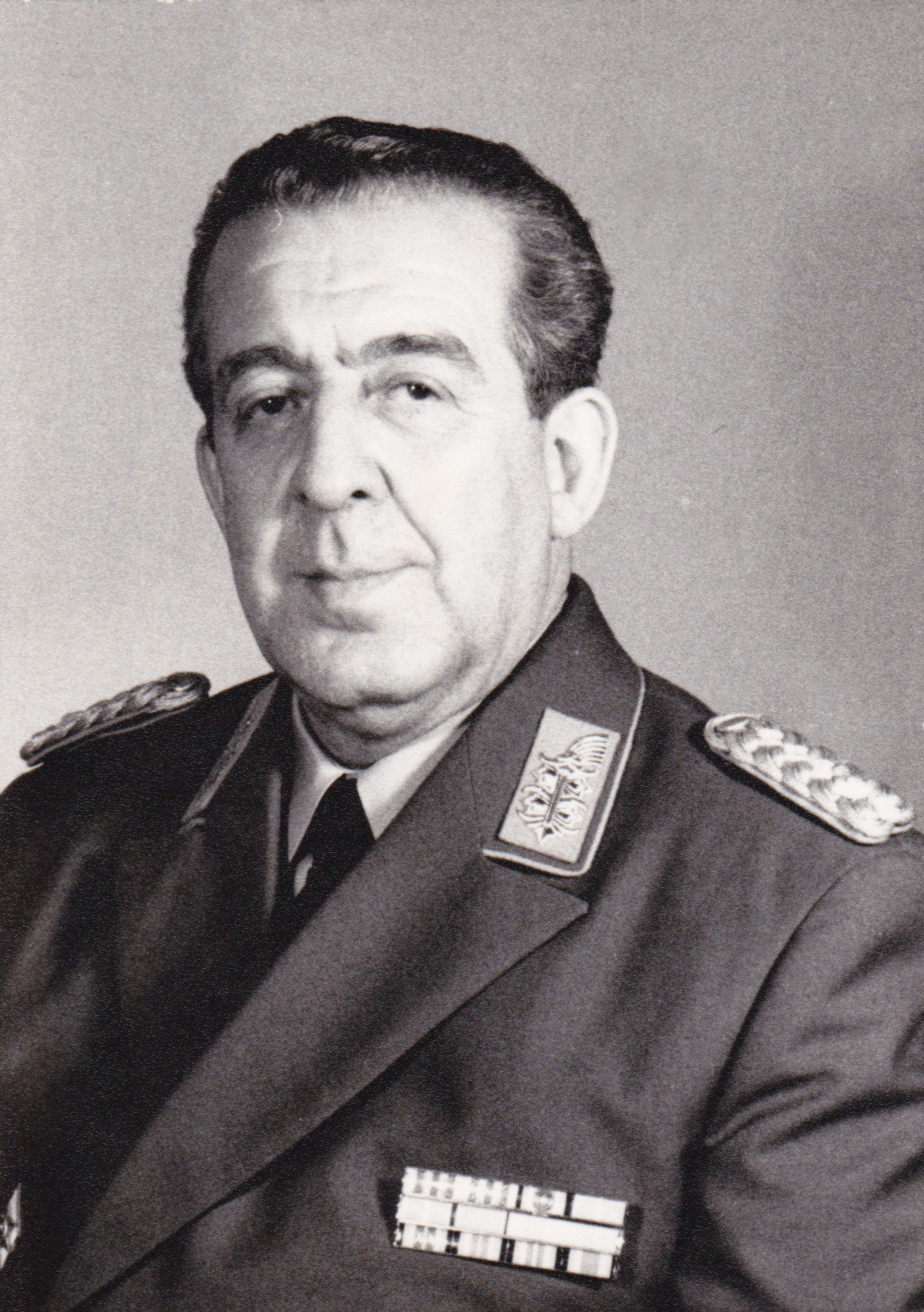
Wolfgang Fischer

Wolfgang Fischer (* 18. Juni 1932 in Oelsnitz/Vogtl.; † 8. Februar 2005 in Graz, Österreich) war ein ehemaliger deutscher Offizier. Er war Generalmajor und Chef des Wehrbezirkskommandos Halle der Nationalen Volksarmee (NVA) der DDR.

## Leben
Fischer, Sohn eines Zeichners, arbeitete nach dem Besuch der Volksschule ab 1946 als Speditionsarbeiter. Von 1948 bis 1951 absolvierte er eine Lehre als Speditionskaufmann. Am 10. Juli 1951 trat er in die Deutsche Volkspolizei ein und war Wachposten, Schreiber und zuletzt Hauptfeldwebel in der VP-Bereitschaft Berlin-Rummelsburg. Von 1953 bis 1954 war er Offiziersschüler an der Offiziersschule Erfurt und anschließend bis 1955 Zugführer im Kommando Drögeheide der Kasernierten Volkspolizei (KVP). Im Jahr 1955 wurde er Mitglied der Sozialistischen Einheitspartei Deutschlands (SED). 1955/56 fungierte er als Offizier für operative Arbeit im Stab der KVP-Dienststelle Prenzlau.      
Ab 1956 Angehöriger der NVA, war er zunächst Offiziershörer in Dresden und studierte von 1956 bis 1960 an einer Militärakademie der UdSSR. 1960/61 diente er als Stabschef des Aufklärungsbataillons 8 und 1961 bis 1964 als Oberoffizier und Leiter der Unterabteilung für operativ-taktische Ausbildung im Kommando des Militärbezirks V in Neubrandenburg. Dem folgte bis 1969 der Dienst als Oberoffizier in der Verwaltung Operativ des Militärbezirks V. Im Jahr 1969 ging er als Oberoffizier zum Stab der Vereinten Streitkräfte des Warschauer Vertrages nach   Moskau und studierte dort von 1973 bis 1975 an der Generalstabsakademie der UdSSR. 
Nach seiner Rückkehr in die DDR erfolgte 1975/76 der Einsatz als Oberoffizier in der Verwaltung Operativ des Ministeriums für Nationale Verteidigung. Von 1976 bis 1980 war er Stellvertreter des Kommandeurs und Stabschef der 11. Mot.-Schützendivision in Halle (Saale) und 1980 /81 Stellvertreter des Chefs des Stabes für Organisation im Kommando des Militärbezirks III in Leipzig. Zuletzt war er vom 1. Februar 1982 bis 1990 als Nachfolger von Franz Rös Chef des Wehrbezirkskommandos (WBK) Halle der NVA. Von Februar 1984 bis November 1989 war er Mitglied der SED-Bezirksleitung Halle.  Am  21. Februar 1986 wurde er von Erich Honecker zum Generalmajor ernannt und am 30. September 1990 im Rahmen der Abwicklung der NVA aus dem Militärdienst entlassen.

## Auszeichnungen
- 1987 Vaterländischer Verdienstorden in Bronze
- Kampforden „Für Verdienste um Volk und Vaterland“ in Silber